# Amour Loussoukou
Amour Loussoukou (Brazzaville, 5 dicembre 1996) è un calciatore congolese (Repubblica del Congo), centrocampista dell'Al-Yarmouk.